# Tournée de l'équipe de Nouvelle-Zélande de rugby à XV en 1996
L'équipe de Nouvelle-Zélande de rugby à XV effectue du 6 au 31 août 1996 une tournée en Afrique du Sud.

## Contexte
Cette tournée se déroule un an après la défaite néozélandaise en finale de la Coupe du monde 1995 face aux Springboks. Il s'agit de la deuxième depuis la fin du boycott lié au régime d'apartheid et également de la dernière en Afrique compte tenu de la création de la compétition des Tri-nations la même année.

## Résultats complets
Les All Blacks affrontent les Springboks à quatre reprises. La première confrontation compte pour le tournoi des Tri-nations. Quatre autres matchs voient s'affronter l'équipe néozélandaise de réserve à des équipes provinciales sud-africaines (les Boland Cavaliers, Eastern Province, Western Transvaal et Griqualand West).
| No | Date         | Lieu                                               | Match                                   | Score   | Compétition |
| -- | ------------ | -------------------------------------------------- | --------------------------------------- | ------- | ----------- |
| 1  | 6 août 1996  | Esselen Park, Worcester - Afrique du Sud           | Boland Cavaliers – Nouvelle-Zélande XV  | 21 – 32 | amical      |
| 2  | 10 août 1996 | Newlands Stadium, Le Cap - Afrique du Sud          | Afrique du Sud – Nouvelle-Zélande       | 18 – 29 | Tri-nations |
| 3  | 13 août 1996 | EPRFU Stadium, Port Elizabeth - Afrique du Sud     | Eastern Province – Nouvelle-Zélande XV  | 23 – 31 | amical      |
| 4  | 17 août 1996 | Kings Park, Durban - Afrique du Sud                | Afrique du Sud – Nouvelle-Zélande       | 19 – 23 | test match  |
| 5  | 20 août 1996 | Olën Park, Potchefstroom - Afrique du Sud          | Western Transvaal – Nouvelle-Zélande XV | 0 – 31  | amical      |
| 6  | 24 août 1996 | Loftus Versfeld Stadium, Pretoria - Afrique du Sud | Afrique du Sud – Nouvelle-Zélande       | 26 – 33 | test match  |
| 7  | 27 août 1996 | Hoffe Park, Kimberley - Afrique du Sud             | Griqualand West – Nouvelle-Zélande XV   | 18 – 18 | amical      |
| 8  | 31 août 1996 | Ellis Park, Johannesbourg - Afrique du Sud         | Afrique du Sud – Nouvelle-Zélande       | 32 – 22 | test match  |